# Val Pelens
Val Pelens est une station de ski dans les Alpes-Maritimes, située à 1 600 m, au pied des aiguilles de Pelens et du rocher de Bramus. Cette station, essentiellement familiale, est située sur la commune de Saint-Martin-d'Entraunes.

## Description
La station est située à 1 600 m avec un sommet situé à 1 750 m,.
La station dispose de 2 téléskis (téléski de Colleta Reina et téléski de la Lunetta) et de 7 pistes (5 pistes vertes et 2 pistes bleues).
Val Pelens offre également plusieurs itinéraires de ski de randonnée, ainsi que cinq circuits à parcourir en raquettes à neige dont celui entièrement balisé qui conduit jusqu'au col des Champs à 2 045 m d'altitude,. Elle dispose également d'une piste de ski de fond de 6 km.